# ويليام بارتليت
ويليام بارتليت (بالإنجليزية: William Bartlett)‏ (13 أبريل 1878 بنيوكاسل أبون تاين في المملكة المتحدة - 1 يناير 1939) هو لاعب كرة قدم بريطاني (وحمل سابقاً جنسية المملكة المتحدة لبريطانيا العظمى وأيرلندا) في مركز الدفاع. لعب مع شيفيلد وينزداي وهدرسفيلد تاون.